# Khu phố ăn uống

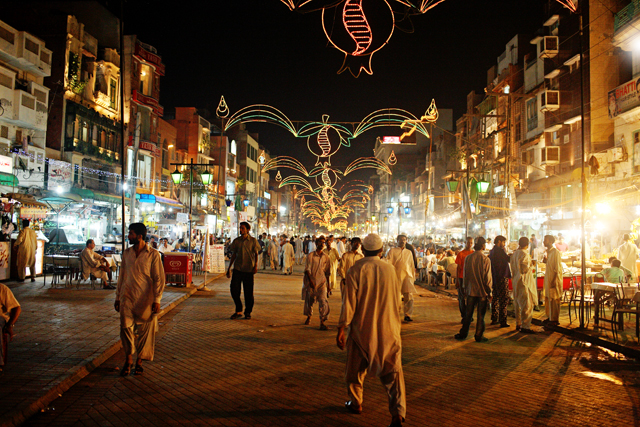
Một khu phố ăn uống ở Lahore

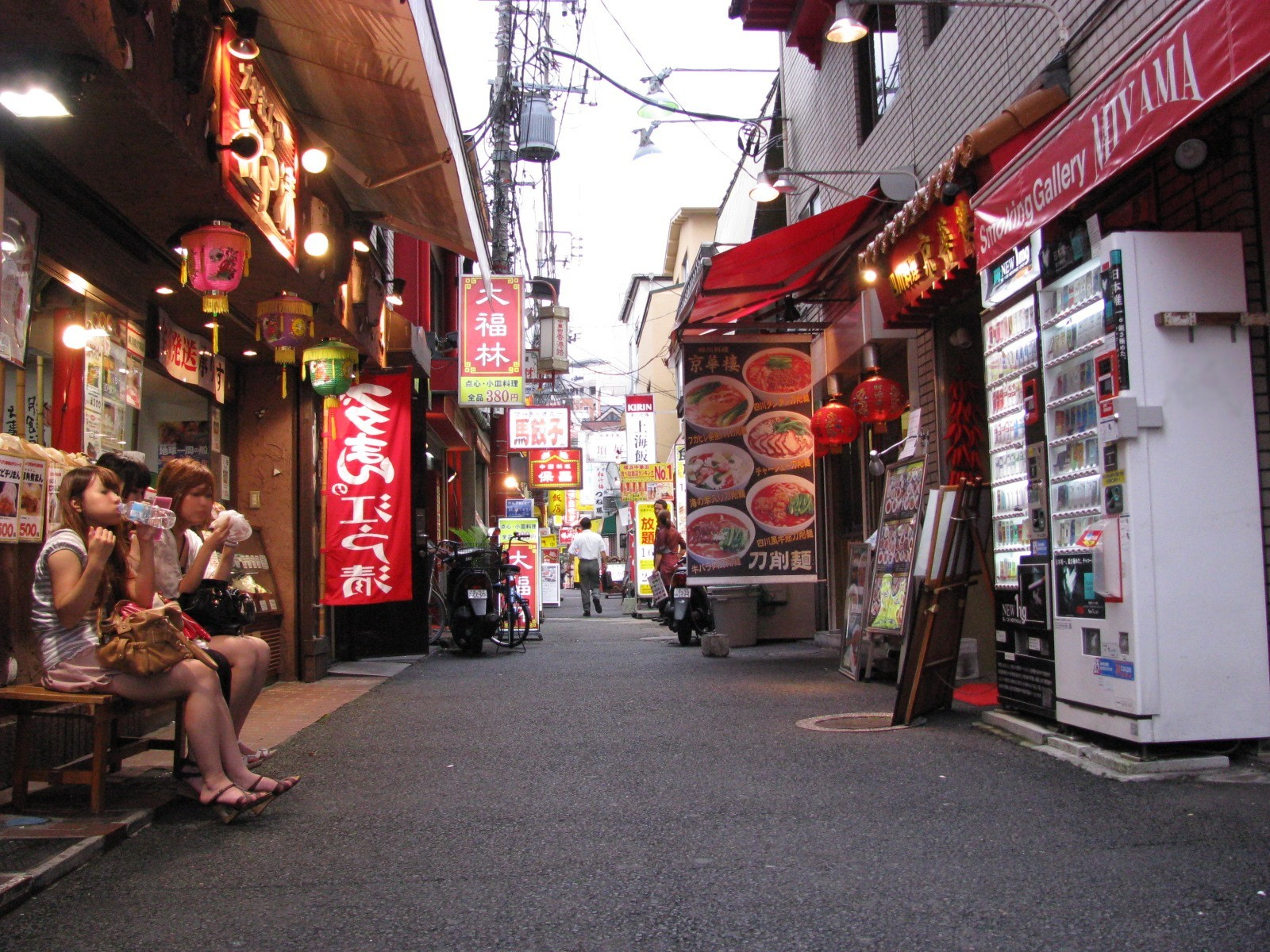
Một khu phố ăn uống của người Hoa

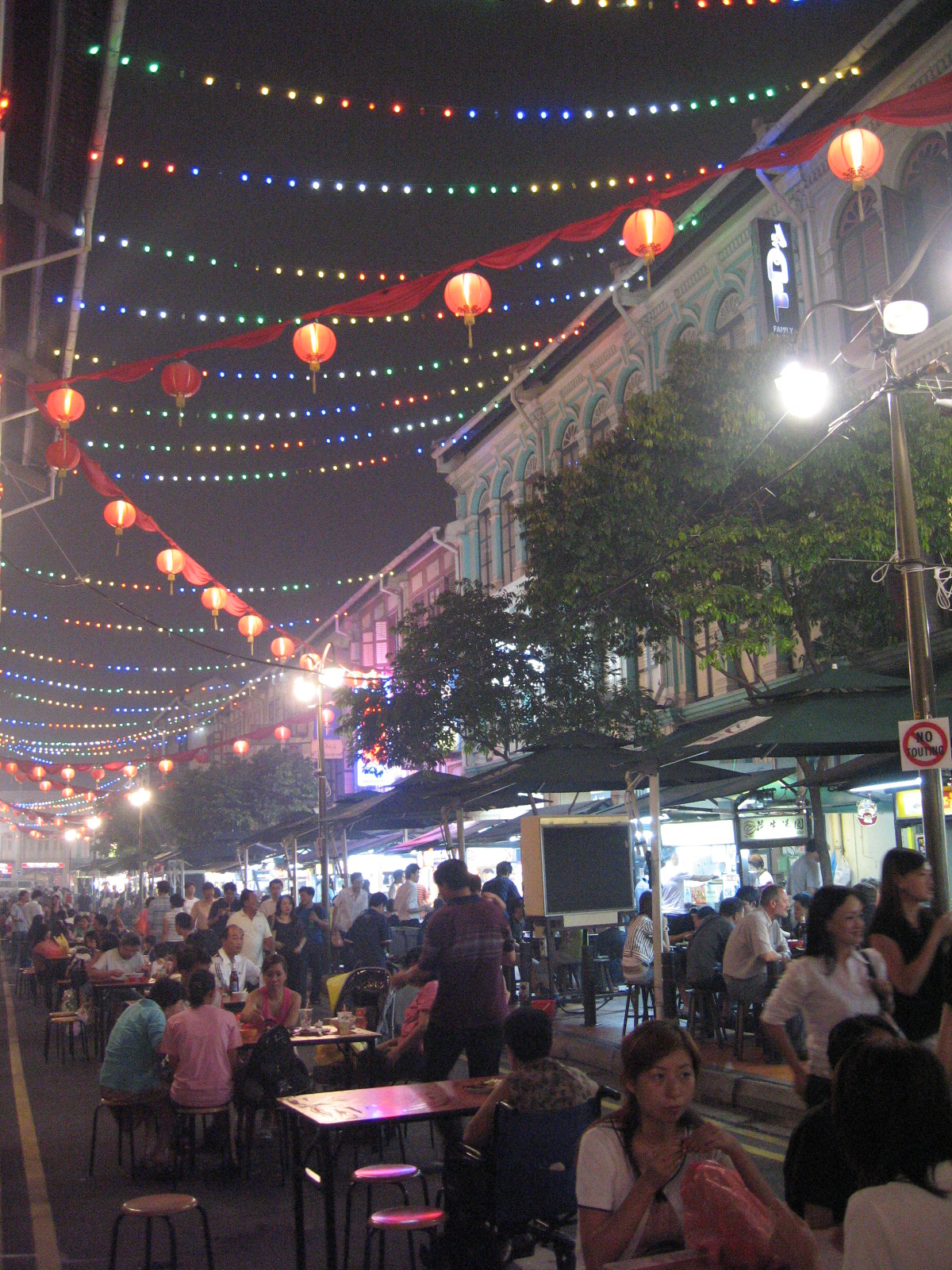
Một khu phố ăn uống

Khu phố ăn uống (Regional street food) hay khu phố ẩm thực hay đường phố ăn uống là một đường phố mà được đặc biệt dành riêng để phục vụ cho hoạt động ăn uống tại một khu vực, vùng miền. Đường phố này được đặc trưng bằng việc tập trung đông đúc các nhà hàng, quán ăn, quầy bar, các tiệm ăn, các cửa hàng ăn nhanh, quầy ăn lưu động, quầy hàng thực phẩm, cửa hàng thực phẩm cho đến các quán cà phê. Hoạt động chủ yếu của đường phố này là phục vụ ăn uống chính vì vậy khi du khách đến đây họ sẽ được lựa chọn và thưởng thức nhiều món ăn đa dạng, phong phú và giá cả bình dân. Trong khu phố ăn uống có thể bày bán các loại thức ăn đường phố từ các quầy hàng rong, thức ăn nhanh từ các nhà hàng.

## Một số địa điểm
Ở Hà Nội thời kỳ xưa có những khu phố chuyên bán các mặt hàng ăn uống, có những món quà ngon nổi tiếng, bán suốt đêm ngày, ở mọi phố phường và ngõ ngách, kể cả trong các chợ. Nhà văn Nguyễn Tuân từng gọi chợ Đồng Xuân và khu vực Hàng Giầy là "cái dạ dày của Hà Nội". Thạch Lam uống nước chè xanh trước cửa chợ Đồng Xuân mà có bài "Hàng nước cô Dần". Ở Thành phố Hồ Chí Minh có phố ăn Chợ Lớn chính thức hoạt động vào năm 2003, cũng như bao con phố khác, trên lề đường, 43 quầy hàng được thiết kế đẹp mắt và đồng bộ. Ngoài ra còn có đường phố ăn uống ở đường Nguyễn Nhữ Lãm quận Tân Phú.
Ở Singapore có nhiều khu phố ẩm thực như ở trung tâm của khu phố người Hoa, khu vực Maxwell là một trung tâm ăn uống ngoài trời ồn ã, đông đúc. Mặc dù món ăn ở đây được Âu hóa nhiều bằng cách cắt giảm các gia vị đặc trưng với những món như rotijohn (bánh mì chiên với thịt bò, trứng và đôi khi là thịt cừu ăn với nước sốt ớt), rotiprata (bánh kếp Ấn Độ ăn với cà ri). Maxwell có rất nhiều món ăn hải sản hấp dẫn, như món đầu cá nấu cà ri và nước dừa ngon ngọt. Đây cũng là nơi có món trà teh tarek thơm ngon và mát lạnh. Ngoài ra ở Singarepo còn có Gluttons được coi là trung tâm ẩm thực ngoài trời hấp dẫn của du lich singapore. Địa điểm của Gluttons nằm ngay kế bên nhà hát Esplanade, ở đấy có món nasi goring, một món cơm chiên với hành lá có thêm nước sốt đậu nành của Indonesia tạo nên mùi vị rất đặc trưng và các món mì căn xào gà thơm ngon.